# 印尼友好城市或姐妹城市列表

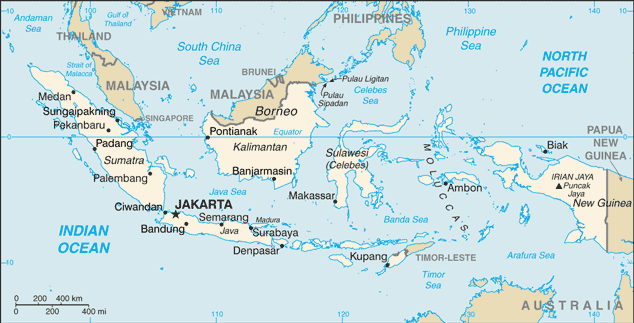
印尼地圖

本列表為有跟印尼城市結為友好城市（通常為歐洲城市）或姐妹城市（通常為其他地方的城市）的外國城市列表。

## A
安汶
- 澳洲達爾文市
- 荷蘭弗利辛恩

## B
班達亞齊
- 土耳其潘迪克[2]
- 烏茲別克撒馬爾罕[3]

萬隆
- 德國不伦瑞克
- 菲律賓哥打巴托市
- 厄瓜多昆卡
- 美國沃斯堡
- 中華人民共和國柳州市
- 比利時那慕爾
- 馬來西亞八打靈再也
- 南韓水原市
- 中華人民共和國營口市

比通
- 菲律賓達沃市

茂物
- 匈牙利格德勒[6]
- 中華人民共和國南寧市[7]
- 美國圣路易斯[8]

武吉丁宜
- 馬來西亞芙蓉市

## D
丹帕沙
- 保加利亞阿塞諾夫格勒[10]
- 南非莫塞爾灣地方市政府（英语：Mossel Bay Local Municipality）[11]
- 俄羅斯斯帕斯克區[12]

德博市
- 日本大崎町

## J
雅加達
- 泰國曼谷
- 中華人民共和國北京市
- 德國柏林
- 摩洛哥卡萨布兰卡
- 巴勒斯坦東耶路撒冷
- 越南河內市
- 巴基斯坦伊斯兰堡
- 土耳其伊斯坦堡
- 沙烏地阿拉伯吉達
- 烏克蘭基輔
- 美國洛杉磯
- 莫三比克马普托
- 俄羅斯莫斯科
- 北韓平壤
- 南韓首爾
- 中華人民共和國上海市[15]
- 日本東京都

查亞普拉
- 巴布亞紐幾內亞瓦尼莫

## K
古邦
- 澳洲帕默斯頓市（英语：City of Palmerston）

## M
望加錫
- 馬來西亞瓜拉登嘉樓[18]
- 澳洲利斯莫爾市（英语：City of Lismore）[19]
- 巴基斯坦白沙瓦[20]
- 中華人民共和國青島市[21]

瑪琅
- 中華人民共和國福清市

万鸦老
- 菲律賓達沃市

棉蘭
- 中華人民共和國成都市
- 南韓光州廣域市
- 日本市川市
- 美國密尔沃基
- 馬來西亞檳島市政廳

## P
巴東
- 越南巴地頭頓省[25]
- 巴勒斯坦拜特拉希亞[26]
- 中華人民共和國宿州市[27]

巨港
- 中華人民共和國漳州市

坤甸
- 馬來西亞古晉

## S
沙拉迪加
- 南韓聞慶市

三寶壟
- 中華人民共和國北海市[31]
- 澳洲布里斯本市政府[32]
- 中華人民共和國福州市[33]

錫亞克攝政區
- 馬來西亞马六甲市

西多阿佐攝政區
- 中華人民共和國濟南市

山口洋
- 中華民國桃園市

梳邦攝政區
- 南韓金泉市

泗水
- 南韓釜山廣域市[38]
- 中華人民共和國廣州市[39]
- 中華民國高雄市[40]
- 日本高知市[41]
- 英國英格蘭利物浦[42]
- 墨西哥蒙特雷[43]
- 美國西雅圖[44]
- 馬來西亞莎阿南[45]
- 保加利亞瓦爾納[46]
- 中華人民共和國廈門市[47]

## Y
日惹特區
- 黎巴嫩巴勒貝克
- 蘇利南科默韋訥區[49]
- 南韓江北區
- 越南順化市
- 新喀里多尼亞勒蒙多爾（英语：Le Mont-Dore (New Caledonia)）[50]
- 蘇利南帕拉马里博